# Linnaemya basilewskyi
Linnaemya basilewskyi là một loài ruồi trong họ Tachinidae.